# テレフェ・ノティシアス
『テレフェ・ノティシアス』(スペイン語: Telefe Noticias）は、アルゼンチンのテレビニュース番組です。 1990年以来テレフェによって放映されています。現在、エル・トレセのテレノーチェを上回り、毎晩最も視聴されているニュース番組です。